# Frank Becton
Francis „Frank“ Becton (* 28. Oktober 1873 in Preston; † 6. November 1909 ebenda) war ein englischer Fußball-Stürmer.

## Leben
Der 1873 in Preston geborene Frank Becton spielte während seiner Karriere für acht Vereine; darunter waren die Erstligisten Preston North End, FC Liverpool und Sheffield United. Bectons größte Erfolge waren die Vizemeisterschaften 1891/92 und 1892/93 mit Preston.
In den Jahren 1895 und 1897 bestritt Becton je ein Länderspiel für die englische Fußballauswahl.
Er starb 1909 im Alter von 36 Jahren an Tuberkulose.